# FN's fødevare- og landbrugsorganisation
FN's fødevare- og landbrugsorganisation (FAO) styrer den internationale samarbejde omkring bekæmpelse af sult. The Food and Agriculture Organization støtter både de industrialiserede nationer og udviklingslandene, og organisationen skaber et neutralt forum, hvor alle lande kan mødes på lige fod for at forhandle om aftaler og diskutere politikker.
FAO samler også viden og informationer. Målet er at hjælpe udviklingslande og lande i overgangsfasen med modernisering og forbedring af landbrug, skovbrug og fiskeri for sikre alle en god ernæring. Siden grundlæggelsen i 1945 har FAO i særlig grad været opmærksom på udvikling af landområderne, som er hjemsted for 70 procent af verdens fattige og sultne mennesker. FAOs aktiviteter følger fire strategier:
- At gøre informationer tilgængelige.
- At fordele ekspertise angående målsætninger.
- At skabe et mødested for nationerne.
- At bringe viden ud til marken.

FAOs underorganisation for Bæredygtig Udvikling (SD) rådgiver regeringer om integreret regulering, planlægning og styring af naturressourcer. Den koordinerer organisationens iværksættelse af Rio-topmødets Agenda 21 og de globale miljøkenventioner om Biologisk diversitet, klimaforandringer og ørkendannelse fra 1992.
SD koordinerer også det tværfaglige program inden for økologisk dyrkning, den fremmer landbrugets hensyntagen til økosystemer og også bæredygtige energistrategier og -teknologier, og så hjælper den udviklingslandene med at anvende fjernovervågning, agrometeorologi og geografiske informationssystemer, sådan at de kan styre naturressourcerne og overvåge afgrødernes tilstand.
Den kinesiske Qu Dongyu har været generaldirektør for FAO siden 1. august 2019. Han efterfulgte José Graziano da Silva fra Brasilien, der havde kontoret fra 2012 til 2019.